# Фігура Гайдінгера

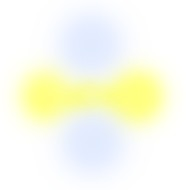
Фігура Гайдінгера, яку можна побачити при погляді на білий фон з вертикально поляризованим світлом (на цьому малюнку розмір та інтерсивність кольорів навмисне перебільшені).

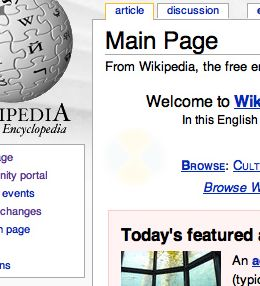
Зображення-симуляція, яке показує, як люди бачать фігуру Гайдінгера на екрані рідкокристалічного монітору.

Фігура Гайдінгера — ентоптичний ефект, який полягає у тому, що багато людей можуть бачити жовто-синю пляму у формі піскового годинника, коли дивляться на яскравий світлий фон, що випромінює поляризоване світло. Фігура Гайдінгера з'являється у центрі поля зору та зазвичай займає біля 3° — 5° (це відповідає двом-трьом ширинам великого пальця простягненої руки). Напрямок поляризації світла перпендикулярний напрямку вздовж жовтої плями. У повсякденному житті цю фігуру можна побачити на синьому безхмарному небі або на світлій області рідкокристалічного монітору. Вперше це явище було описане австрійським вченим Вільгельмом фон Гайдінгером у середині 19-ого сторіччя.